# FK Mladost Apatin
FK Mladost Apatin (Servisch: ФК Младост Апатин) is een Servische voetbalclub uit Apatin.
De club werd in 1928 opgericht als Tri zvezde Apatin wat zoveel betekent als Drie Sterren Apatin. In 1950 werd de naam Mladost (jeugd) aangenomen. Ten tijde van Joegoslavië speelde de club in de lagere reeksen maar na de verbrokkeling van het land klom de club langzaam omhoog. In 1996 speelde de club voor het eerst in de 2de klasse. In 2003 promoveerde de club naar de hoogste klasse van Servië & Montenegro. Na één seizoen degradeerde de club alweer. In 2006 promoveerde de club opnieuw en staat zo in 2006/07 aan de wieg van de Servische competitie, daar Montenegro zich van het land afscheurde. De club begon goed aan het seizoen maar de tweede helft ging heel slecht. Toch kon Apatin nog zesde worden. De club kondide in juli 2007 echter aan dat het zich terugtrok uit de hoogste klasse om financiële redenen. De club werd vervangen door Napredak Krusevac. In 2010 degradeerde de club uit de tweede klasse.